# 舒納島 (林尼灣)

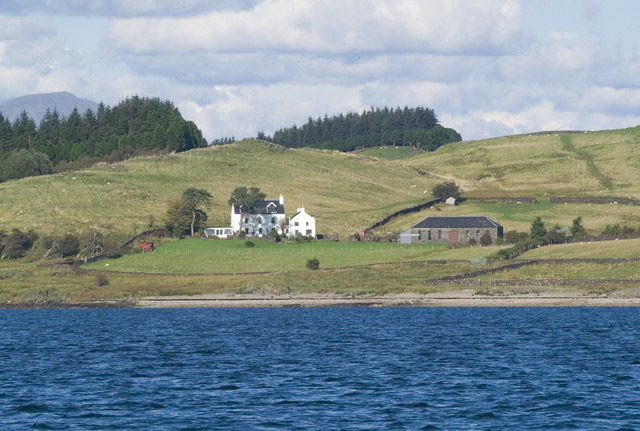

舒納島是蘇格蘭的島嶼，位於大西洋海域，屬於內赫布里底群島的一部分，由阿蓋爾-比特負責管轄，面積1.55平方公里，最高點海拔高度71米，島上無人居住。
56°35′14″N 5°23′43″W / 56.58722°N 5.39528°W